# Werbiwka (obwód lwowski)
Werbiwka (ukr. Вербівка; hist. Więckowice) – wieś na Ukrainie, w obwodzie lwowskim, w rejonie samborskim.
Według jednego ze źródeł miejsce urodzenia poety i dziennikarza Platona Kosteckiego (1832-1908).

## Historia
Pod koniec XIX wieku wieś Więckowice należała do powiatu samborskiego w Królestwie Galicji i Lodomerii.